# 英特捷特航空
英特捷特航空（英語：Interjet，正式全名為ABC Aerolíneas, S.A. de C.V ）是一家墨西哥的低成本航空公司，總部設在墨西哥首都墨西哥城，以墨西哥城贝尼托·胡亚雷斯国际机场為樞紐機場，主要經營國內定期航線及少數加勒比海、拉丁美洲國際航線。

## 機隊

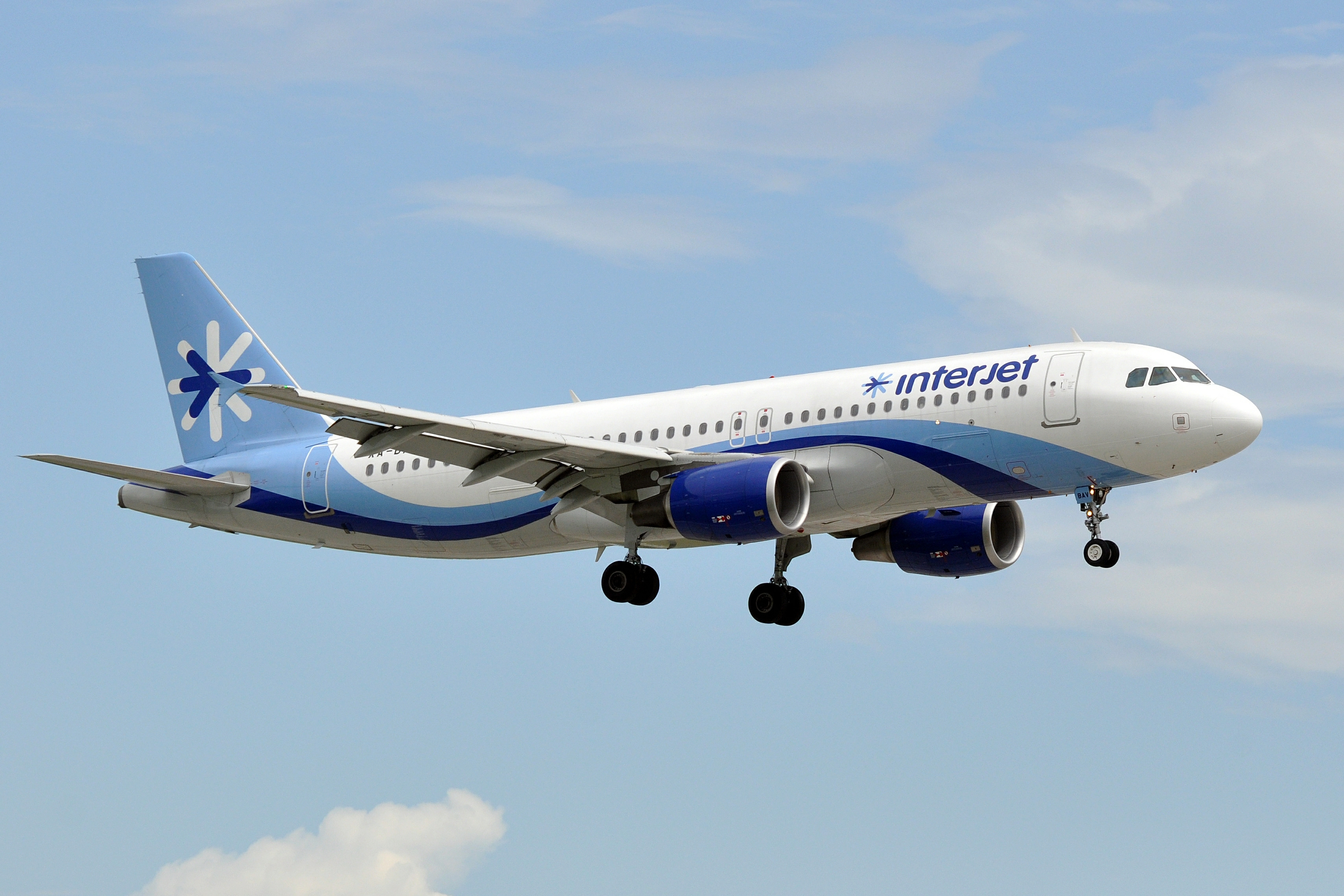
英特捷特航空的空中巴士A320-200

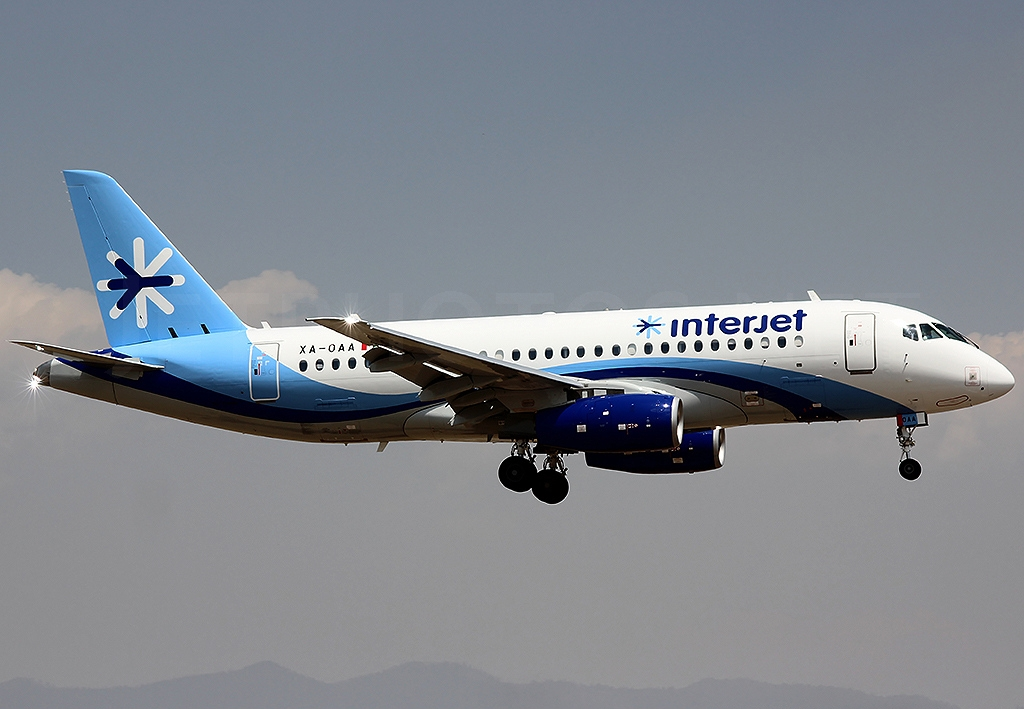
英特捷特航空的苏霍伊超级喷气机100

## 外部連結
- 因特航空官網 （页面存档备份，存于）
- 英特捷特航空的Facebook專頁